# Anno Schoenen
Anno Schoenen OSB (* am 1. Juli 1925 in Essen als Heribert Schoenen; † 21. März 2016) war ein deutscher römisch-katholischer Ordensgeistlicher. Er war Abt der Benediktinerabtei Maria Laach (1990–2002) und Abtpräses der Beuroner Kongregation (1995–2008).

## Leben
Heribert Schoenen, jüngstes Kind einer Essener Kaufmannsfamilie, wurde nach seinem Notabitur 1943 zunächst zum Reichsarbeitsdienst verpflichtet und kurz darauf als Soldat an der Ostfront eingesetzt. Er kam schwer verwundet aus der Sowjetunion zurück und studierte nach Kriegsende Philosophie und Katholische Theologie in Bonn, vor allem bei Friedrich Nötscher und Heinrich Joseph Vogels. 1946 trat er der Ordensgemeinschaft der Benediktiner in der Abtei Maria Laach unter Abt Ildefons Herwegen bei und erhielt den Ordensnamen Anno. Am 24. August 1948 legte er die erste Mönchsprofess ab. Nach einem weiteren Studium der Bibelwissenschaften in Maria Laach, bei Johannes Schildenberger OSB in Beuron und bei Joseph Ziegler und  Karl Staab in Würzburg empfing er 1952 die Priesterweihe. Er war zunächst Assistent von Abt Basilius Ebel in der Novizenausbildung. Von 1957 bis 1989 war Schoenen Spiritual der Benediktinerinnen der Abtei Herstelle, wo er sich zusammen mit Äbtissin Beatrix Kolck OSB für die biblische, liturgische und pastorale Ausrichtung der Gemeinschaft engagierte.
Am 4. November 1990 wurde er als Nachfolger von Adalbert Kurzeja OSB (* 1920) zum 48. Abt der Benediktinerabtei Maria Laach gewählt. Die Abtsbenediktion erfolgte am Gedenktag des heiligen Anno durch den Trierer Bischof Hermann Josef Spital im Laacher Münster. Sein Wahlspruch war Honore invicem praeveniant – In Ehrfurcht einander zuvorkommen (Röm 12,10 ). 2002 trat er aus Altersgründen als Abt zurück. Er war zudem von 1995 bis 2008 Präses der Beuroner Kongregation und damit der ranghöchste Würdenträger der Kongregation und höherer Ordensoberer im Sinne des Kirchenrechts.
Schoenen war stark geprägt von seinem Essener Religionslehrer und Pastoralliturgiker Rudolf Tippmann, von E. Nüßlein und der Verehrung für den von Nazis ermordeten Theologen und Priester Max Josef Metzger (Br. Paulus).

## Schriften
- Maria in der Kirche. Väterwort und Gotteslob. Pustet, Regensburg 1955, zusammen mit Emmanuel von Severus OSB.
- Die Familie Gotteswerk und Menschenmühen. Verlag Ars Liturgica, Maria Laach 1958.
- Heute wenn ihr seine Stimme hört. Band 1: Advent bis Pfingsten. Pustet, Regensburg 1966.
- Heute wenn ihr seine Stimme hört. Band 2: Sonn- und Festtage nach Pfingsten. Pustet, Regensburg 1967.
- Heute wenn ihr seine Stimme hört. Kurzpredigten zum Kirchenjahr. Pustet, Regensburg 1968.
- Die Weihnachtsbotschaft. 38 Predigten. Pustet, Regensburg 1969, zusammen mit Karl Lehmann und Ambrosius Karl Ruf.
- Erscheinung des Herrn. Düsseldorf 1993.